# Athletic Football Club Bournemouth 2024-2025
Questa voce raccoglie le informazioni riguardanti l'Athletic Football Club Bournemouth nelle competizioni ufficiali della stagione 2024-2025.

## Stagione
Questa stagione è la terza stagione consecutiva in Premier League per il Bournemouth. Oltre alla partecipazione in Premier League, il Bournemouth prenderà parte alla FA Cup ed alla EFL Cup.

## Maglie e sponsor
È stato confermato Umbro come sponsor tecnico, ed il nuovo sponsor ufficiale Dafabet.
| Casa | Trasferta | Terza divisa |

## Rosa
Rosa e numerazione aggiornate al 13 gennaio 2025. 
 In corsivo i calciatori ceduti durante la stagione
| N. |                         | Ruolo | Calciatore        |
| -- | ----------------------- | ----- | ----------------- |
| 1  | Brasile (bandiera)      | P     | Neto              |
| 2  | Spagna (bandiera)       | D     | Dean Huijsen      |
| 3  | Ungheria (bandiera)     | D     | Milos Kerkez      |
| 4  | Inghilterra (bandiera)  | C     | Lewis Cook        |
| 5  | Argentina (bandiera)    | D     | Marcos Senesi     |
| 7  | Galles (bandiera)       | C     | David Brooks      |
| 8  | Inghilterra (bandiera)  | C     | Alex Scott        |
| 9  | Brasile (bandiera)      | A     | Evanilson         |
| 10 | Scozia (bandiera)       | C     | Ryan Christie     |
| 11 | Burkina Faso (bandiera) | A     | Dango Ouattara    |
| 12 | Stati Uniti (bandiera)  | C     | Tyler Adams       |
| 13 | Spagna (bandiera)       | P     | Kepa Arrizabalaga |
| 15 | Inghilterra (bandiera)  | D     | Adam Smith        |

| N. |                        | Ruolo | Calciatore       |
| -- | ---------------------- | ----- | ---------------- |
| 16 | Inghilterra (bandiera) | D     | Marcus Tavernier |
| 17 | Colombia (bandiera)    | A     | Luis Sinisterra  |
| 19 | Paesi Bassi (bandiera) | A     | Justin Kluivert  |
| 21 | Inghilterra (bandiera) | A     | Daniel Jebbison  |
| 22 | Messico (bandiera)     | D     | Julián Araujo    |
| 23 | Inghilterra (bandiera) | D     | James Hill       |
| 24 | Ghana (bandiera)       | A     | Antoine Semenyo  |
| 26 | Turchia (bandiera)     | A     | Enes Ünal        |
| 27 | Ucraina (bandiera)     | C     | Ilya Zabarnyi    |
| 29 | Danimarca (bandiera)   | C     | Philip Billing   |
| 37 | Inghilterra (bandiera) | D     | Max Aarons       |
| 40 | Inghilterra (bandiera) | P     | Will Dennis      |
| 42 | Irlanda (bandiera)     | P     | Mark Travers     |

## Calciomercato

### Sessione estiva
| Acquisti         | Acquisti          | Acquisti           | Acquisti                    |
| R.               | Nome              | da                 | Modalità                    |
| ---------------- | ----------------- | ------------------ | --------------------------- |
| A                | Evanilson         | Porto              | definitivo (37 milioni €)   |
| A                | Luis Sinisterra   | Leeds Utd          | definitivo (23,4 milioni €) |
| A                | Enes Ünal         | Getafe             | definitivo (16,5 milioni €) |
| D                | Dean Huijsen      | Juventus           | definitivo (15,2 milioni €) |
| D                | Julián Araujo     | Barcellona         | definitivo (10 milioni €)   |
| P                | Alex Paulsen      | Wellington Phoenix | definitivo (2,27 milioni €) |
| A                | Daniel Jebbison   | Sheffield Utd      | gratuito                    |
| P                | Kepa Arrizabalaga | Chelsea            | prestito                    |
| Altre operazioni |                   |                    |                             |
| R.               | Nome              | da                 | Modalità                    |
| C                | Hamed Traorè      | Napoli             | fine prestito               |

| Cessioni         | Cessioni           | Cessioni       | Cessioni                    |
| R.               | Nome               | a              | Modalità                    |
| ---------------- | ------------------ | -------------- | --------------------------- |
| A                | Dominic Solanke    | Tottenham      | definitivo (64,3 milioni €) |
| A                | Kieffer Moore      | Sheffield Utd  | definitivo (1,79 milioni €) |
| D                | Lloyd Kelly        | Newcastle Utd  | gratuito                    |
| A                | Jamal Lowe         | Sheffield Weds | gratuito                    |
| C                | Gavin Kilkenny     | Swindon Town   | n.d.                        |
| C                | Hamed Traorè       | Auxerre        | prestito                    |
| C                | Romain Faivre      | Brest          | prestito                    |
| D                | Chris Mepham       | Sunderland     | prestito                    |
| A                | Jaidon Anthony     | Burnley        | prestito                    |
| P                | Neto               | Arsenal        | prestito                    |
| C                | Joe Rothwell       | Leeds Utd      | prestito                    |
| A                | Daniel Jebbison    | Watford        | prestito                    |
| P                | Alex Paulsen       | Auckland FC    | prestito                    |
| C                | Emiliano Marcondes |                | svincolato                  |
| D                | Ryan Fredericks    |                | svincolato                  |
| P                | Darren Randolph    |                | ritiro                      |
| Altre operazioni |                    |                |                             |
| R.               | Nome               | a              | Modalità                    |
| A                | Luis Sinisterra    | Leeds Utd      | fine prestito               |
| A                | Enes Ünal          | Getafe         | fine prestito               |
| P                | Ionuț Radu         | Inter          | fine prestito               |

### Sessione invernale
| Acquisti         | Acquisti          | Acquisti    | Acquisti                   |
| R.               | Nome              | da          | Modalità                   |
| ---------------- | ----------------- | ----------- | -------------------------- |
| D                | Julio Soler       | Lanús       | definitivo (8 milioni €)   |
| D                | Matai Akinmboni   | D.C. United | definitivo (1,5 milioni €) |
| Altre operazioni |                   |             |                            |
| R.               | Nome              | da          | Modalità                   |
| A                | Eli Junior Kroupi | Lorient     | definitivo (12 milioni €)  |
| A                | Daniel Jebbison   | Watford     | fine prestito              |

| Cessioni         | Cessioni          | Cessioni      | Cessioni |
| R.               | Nome              | a             | Modalità |
| ---------------- | ----------------- | ------------- | -------- |
| D                | Max Aarons        | Valencia      | prestito |
| C                | Philip Billing    | Napoli        | prestito |
| P                | Mark Travers      | Middlesbrough | prestito |
| Altre operazioni |                   |               |          |
| R.               | Nome              | a             | Modalità |
| A                | Eli Junior Kroupi | Lorient       | prestito |

## Risultati

### Premier League

#### Girone di andata
| Arbitro: | Oliver (Northumberland) |

|          |           |             |
| Wood 23’ | Marcatori | 86’ Semenyo |

| Arbitro: | Coote |

|               |           |            |
| Tavernier 37’ | Marcatori | 76’ Gordon |

| Arbitro: | Attwell |

|                             |           |                                         |
| Keane 50’ Calvert-Lewin 57’ | Marcatori | 87’ Semenyo 90+2’ Cook 90+6’ Sinisterra |

| Arbitro: | Taylor |

|  |           |            |
|  | Marcatori | 86’ Nkunku |

| Arbitro: | Harrington |

|                            |           |  |
| L. Díaz 26’, 28’ Núñez 37’ | Marcatori |  |

| Arbitro: | Oliver |

|                                        |           |                    |
| Evanilson 17’ Ouattara 32’ Semenyo 39’ | Marcatori | 51’ Harwood-Bellis |

| Arbitro: | Bond (Lancashire) |

|                |           |  |
| Buonanotte 16’ | Marcatori |  |

| Arbitro: | R. Jones |

|                                  |           |  |
| Christie 70’ Kluivert 79’ (rig.) | Marcatori |  |

| Arbitro: | Kavanagh |

|             |           |                 |
| Barkley 76’ | Marcatori | 90+6’ Evanilson |

| Arbitro: | Oliver |

|                          |           |              |
| Semenyo 9’ Evanilson 64’ | Marcatori | 82’ Gvardiol |

| Arbitro: | D. Bond |

|                              |           |                            |
| Wissa 27’, 58’ Damsgaard 50’ | Marcatori | 17’ Evanilson 49’ Kluivert |

| Arbitro: | Attwell |

|              |           |                          |
| Brooks 90+3’ | Marcatori | 4’ João Pedro 49’ Mitoma |

| Arbitro: | Bankes |

|                       |           |                                                      |
| Strand Larsen 5’, 69’ | Marcatori | 3’ (rig.), 18’ (rig.), 74’ (rig.) Kluivert 8’ Kerkez |

| Arbitro: | Hooper |

|             |           |  |
| Huijsen 17’ | Marcatori |  |

| Arbitro: | Salisbury |

|             |           |                         |
| Chaplin 21’ | Marcatori | 87’ Ünal 90+5’ Ouattara |

| Arbitro: | Kavanagh |

|          |           |                    |
| Ünal 90’ | Marcatori | 87’ (rig.) Paquetá |

| Arbitro: | Pawson |

|  |           |                                                |
|  | Marcatori | 29’ Huijsen 61’ (rig.) J. Kluivert 63’ Semenyo |

| Bournemouth 26 dicembre 2024, ore 15:00 WET 18ª giornata | Bournemouth | 0 – 0 referto | Crystal Palace | Vitality Stadium (11 129 spett.)\| Arbitro: \| Bramall \| |
| Arbitro:                                                 | Bramall     |               |                |                                                           |

| Arbitro: | R. Jones |

|                           |           |                            |
| R. Jiménez 40’ Wilson 72’ | Marcatori | 51’ Evanilson 89’ Ouattara |

#### Girone di ritorno
| Arbitro: | J. Brooks |

|            |           |  |
| Brooks 77’ | Marcatori |  |

| Arbitro: | R. Jones |

|                        |           |                                    |
| Palmer 13’ James 90+5’ | Marcatori | 50’ (rig.) J. Kluivert 68’ Semenyo |

| Arbitro: | Attwell |

|               |           |                                         |
| Guimarães 25’ | Marcatori | 6’, 44’, 90+2’ J. Kluivert 90+6’ Kerkez |

| Arbitro: | Pawson |

|                                                     |           |  |
| J. Kluivert 9’ Ouattara 55’, 61’, 87’ Semenyo 90+1’ | Marcatori |  |

| Arbitro: | England |

|  |           |                       |
|  | Marcatori | 30’ (rig.), 75’ Salah |

| Arbitro: | Gillett |

|              |           |                                         |
| Sulemana 72’ | Marcatori | 14’ Ouattara 16’ Christie 83’ Tavernier |

| Arbitro: | Salisbury |

|  |           |           |
|  | Marcatori | 36’ Cunha |

| Arbitro: | Oliver |

|                                   |           |                 |
| João Pedro 12’ (rig.) Welbeck 75’ | Marcatori | 61’ J. Kluivert |

| Arbitro: | Brooks |

|                            |           |                             |
| P. Sarr 67’ Son 84’ (rig.) | Marcatori | 42’ Tavernier 65’ Evanilson |

| Arbitro: | Pawson |

|                   |           |                        |
| Janelt 17’ (aut.) | Marcatori | 30’ Wissa 71’ Nørgaard |

| Arbitro: | R. Jones |

|               |           |                         |
| Evanilson 67’ | Marcatori | 34’ Broadhead 60’ Delap |

| Arbitro: | Robinson |

|                        |           |                    |
| Füllkrug 61’ Bowen 68’ | Marcatori | 38’, 79’ Evanilson |

| Arbitro: | Oliver |

|            |           |  |
| Semenyo 1’ | Marcatori |  |

| Londra 19 aprile 2025, ore 15:00 WEST 33ª giornata | Crystal Palace | 0 – 0 referto | Bournemouth | Selhurst Park (25 185 spett.)\| Arbitro: \| Barrott \| |
| Arbitro:                                           | Barrott        |               |             |                                                        |

| Arbitro: | Bankes |

|             |           |               |
| Semenyo 23’ | Marcatori | 90+6’ Højlund |

| Arbitro: | Gillett |

|          |           |                           |
| Rice 34’ | Marcatori | 67’ Huijsen 75’ Evanilson |

| Arbitro: | Attwell |

|  |           |               |
|  | Marcatori | 45+6’ Watkins |

| Arbitro: | Bramall |

|                                              |           |                |
| Marmoush 14’ Bernardo Silva 38’ González 89’ | Marcatori | 90+6’ Jebbison |

| Arbitro: | L. Smith |

|                  |           |  |
| Semenyo 74’, 88’ | Marcatori |  |

### FA Cup
| Arbitro: | Busby |

|                                                              |           |               |
| J. Kluivert 27’ Ouattara 34’, 44’ Semenyo 47’ Jebbison 90+2’ | Marcatori | 14’ C. Taylor |

| Arbitro: | Brooks |

|  |           |                                 |
|  | Marcatori | 23’ (rig.) Semenyo 43’ Jebbison |

| Arbitro: | Kavanagh |

|                                                        |                      |                                                   |
| Evanilson 30’                                          | Marcatori            | 60’ Cunha                                         |
| J. Kluivert Ouattara Tavernier Huijsen Cook Sinisterra | Tiri di rigore 5 – 4 | Strand Larsen André Aït-Nouri Toti Doherty Traoré |

| Arbitro: | Attwell |

|               |           |                          |
| Evanilson 21’ | Marcatori | 49’ Haaland 63’ Marmoush |

### EFL Cup
| Arbitro: | Bankes |

|           |           |  |
| Bowen 88’ | Marcatori |  |

## Statistiche finali

### Statistiche di squadra
| Competizione   | Punti | In casa | In casa | In casa | In casa | In casa | In casa | In trasferta | In trasferta | In trasferta | In trasferta | In trasferta | In trasferta | Totale | Totale | Totale | Totale | Totale | Totale | DR  |
| Competizione   | Punti | G       | V       | N       | P       | Gf      | Gs      | G            | V            | N            | P            | Gf           | Gs           | G      | V      | N      | P      | Gf     | Gs     | DR  |
| -------------- | ----- | ------- | ------- | ------- | ------- | ------- | ------- | ------------ | ------------ | ------------ | ------------ | ------------ | ------------ | ------ | ------ | ------ | ------ | ------ | ------ | --- |
| Premier League | 56    | 19      | 8       | 4       | 7       | 23      | 16      | 19           | 7            | 7            | 5            | 35           | 30           | 38     | 15     | 11     | 12     | 58     | 46     | +12 |
| FA Cup         | -     | 3       | 1       | 1       | 1       | 7       | 4       | 1            | 1            | 0            | 0            | 2            | 0            | 4      | 2      | 1      | 1      | 9      | 4      | +5  |
| League Cup     | -     |         |         |         |         |         |         | 1            | 0            | 0            | 1            | 0            | 1            | 1      | 0      | 0      | 1      | 0      | 1      | -1  |
| Totale         | -     | 22      | 9       | 5       | 8       | 30      | 20      | 21           | 8            | 7            | 6            | 37           | 31           | 43     | 17     | 12     | 14     | 67     | 51     | +16 |

### Andamento in campionato
| Giornata  | 1 | 2  | 3 | 4  | 5  | 6  | 7  | 8  | 9  | 10 | 11 | 12 | 13 | 14 | 15 | 16 | 17 | 18 | 19 | 20 | 21 | 22 | 23 | 24 | 25 | 26 | 27 | 28 | 29 | 30 | 31 | 32 | 33 | 34 | 35 | 36 | 37 | 38 |
| --------- | - | -- | - | -- | -- | -- | -- | -- | -- | -- | -- | -- | -- | -- | -- | -- | -- | -- | -- | -- | -- | -- | -- | -- | -- | -- | -- | -- | -- | -- | -- | -- | -- | -- | -- | -- | -- | -- |
| Luogo     | T | C  | T | C  | T  | C  | T  | C  | T  | C  | T  | C  | T  | C  | T  | C  | T  | C  | T  | C  | T  | T  | C  | C  | T  | C  | T  | T  | C  | C  | T  | C  | T  | C  | T  | C  | T  | C  |
| Risultato | N | N  | V | P  | P  | V  | P  | V  | N  | V  | P  | P  | V  | V  | V  | N  | V  | N  | N  | V  | N  | V  | V  | P  | V  | P  | P  | N  | P  | P  | N  | V  | N  | N  | V  | P  | P  | V  |
| Posizione | 9 | 14 | 8 | 11 | 13 | 11 | 13 | 11 | 11 | 10 | 12 | 13 | 13 | 9  | 8  | 6  | 5  | 6  | 7  | 7  | 8  | 7  | 7  | 7  | 5  | 6  | 7  | 8  | 10 | 10 | 10 | 8  | 8  | 10 | 8  | 10 | 11 | 9  |

Legenda:

Luogo: C = Casa; T = Trasferta. Risultato: V = Vittoria; N = Pareggio; P = Sconfitta.